# Google Modélisateur de bâtiments 3D
Google Modélisateur de bâtiments 3D est une application créée par Google. C'est un outil permettant de créer et d'intégrer des éléments 3D dans Google Earth. Cette fonctionnalité a été fermée pendant l'été 2013. Google a annoncé qu'ils se concentreraient sur des méthodes plus évolutives (3d générée automatiquement par l'intermédiaire de photos aériennes).

## Logo

Logo anglais
Logo français